# PayPal Mafia
De PayPal Mafia is een groep gewezen PayPal-medewerkers en oprichters die meerdere technologiebedrijven hebben opgestart en ontwikkeld waaronder Tesla Motors, LinkedIn, Palantir Technologies, SpaceX, YouTube, Yelp en Yammer. De meeste leden studeerden ooit aan de Stanford-universiteit of de Universiteit van Illinois te Urbana-Champaign. Enkele leden zijn miljardairs geworden waaronder Peter Thiel en Elon Musk.

## Geschiedenis
Oorspronkelijk was PayPal een money transfer-dienst van het bedrijf Confinity dat in 1999 door X.com werd opgekocht. X.com werd hernoemd tot PayPal en aan eBay verkocht in 2002. De oorspronkelijke PayPalmedewerkers konden zich moeilijk aanpassen aan de traditionelere bedrijfscultuur van eBay en vier jaar later waren 38 van die 50 werknemers vertrokken. Ze bleven contact houden en sommigen richtten samen nieuwe bedrijven op. Die groep ex-PayPalmedewerkers vaarden zo wel dat men ze de PayPal Mafia ging noemen. De term kreeg nog meer bekendheid toen een artikel in 2007 in het tijdschrift Fortune het in de titel zette met eronder een foto van de groep gekleed als gangsters.

## Nalatenschap
Men dicht de PayPal Mafia soms de heropleving van de consumentgerichte internetbedrijven na de dotcomcrash in 2001 toe. Het fenomeen werd vergeleken met de oprichting van Intel einde jaren 1960 door ingenieurs die eerder Fairchild Semiconductor hadden opgericht na Shockley Semiconductor verlaten te hebben. De PayPal Mafia wordt besproken in het boek van journalist Sarah Lacy: Once You're Lucky, Twice You're Good. Volgens Lacy was de belangrijkste factor voor hun toekomstig succes het zelfvertrouwen dat ze er ontwikkelden, dat naast de technologische kennis die ze er op deden en het selectieproces dat ze er doorliepen.
Hun succes werd verder nog toegeschreven aan hun jonge leeftijd, de diversiteit van hun vaardigheden en de fysieke, culturele en economische infrastructuur van Silicon Valley. De oprichters van PayPal stimuleerden hechte sociale banden tussen de medewerkers waardoor ze elkaar bleven vertrouwen en steunen na het verlaten van PayPal. Ook de competitieve omgeving en intense samenwerking om het bedrijf ondanks vele tegenslagen solvabel te houden, droegen bij tot de duurzame vriendschap tussen de voormalige collega's.

## Politieke invloed
Een deel van de leden waaronder Peter Thiel, David O. Sacks en Elon Musk verkondigen libertaire of conservatieve politieke standpunten. Na de presidentsverkiezingen van 2024, gewonnen door Donald Trump, schreef The Economist dat de PayPal Mafia de Amerikaanse overheid overnam. Thiels beschermeling J.D. Vance werd vicepresident, Elon Musk kwam aan het hoofd van DOGE te staan en Sacks werd Trumps raadgever aangaande kunstmatige intelligentie en cryptogeld.
Niet alle leden nemen diezelfde politieke standpunten in. Reid Hoffman bijvoorbeeld is een belangrijke donor van de democratische partij.

## Leden
- Peter Thiel, investeerder, politiek activist en schrijver, mede-oprichter van PayPal
- Max Levchin, mede-oprichter van PayPal
- Elon Musk, CEO van Tesla, oprichter van SpaceX, eigenaar van Twitter (nu 𝕏), mede-oprichter van PayPal
- David O. Sacks, oprichter van Geni.com en Yammer
- Scott Banister, investeerder
- Roelof Botha, durfkapitaalverstrekker
- Steve Chen, mede-oprichter van YouTube
- Reid Hoffman, durfkapitaalverstrekker, mede-oprichter van LinkedIn
- Ken Howery, Amerikaanse ambassadeur in Zweden, mede-oprichter van PayPal
- Chad Hurley, mede-oprichter van YouTube
- Eric M. Jackson, investeerder en schrijver van The Paypal Wars
- Jawed Karim, mede-oprichter van YouTube
- Jared Kopf, mede-oprichter van Slide, HomeRun en NextRoll
- Dave McClure, durfkapitaalverstrekker
- Andrew McCormack, durfkapitaalverstrekker
- Luke Nosek, mede-oprichter van PayPal
- Keith Rabois, investeerder
- Jack Selby, investeerder
- Premal Shah, oprichter van Kiva
- Russel Simmons, mede-oprichter van Yelp
- Jeremy Stoppelman, mede-oprichter van Yelp
- Yishan Wong, CEO van Reddit
- Yu Pan, mede-oprichter van PayPal